# O Casal Arnolfini
O  Casal Arnolfini é o mais famoso quadro do pintor flamengo Jan van Eyck, pintado em 1434. A obra exibe o então rico  comerciante Giovanni Arnolfini e sua esposa Giovanna Cenami, que se estabeleceram e prosperaram na cidade de Bruges (hoje Bélgica), entre 1420 e 1472. Nos dias de hoje, os historiadores da arte discutem a imagem que o quadro representa exatamente; a tese dominante durante muito tempo, introduzida por Erwin Panofsky em um ensaio de 1934, assegura que a imagem corresponde ao matrimónio de ambos, celebrado em segredo e testemunhado pelo pintor. Contudo, muitas outras interpretações têm sido propostas acerca da obra, e o consenso atual é que a teoria de Panofsky é dificilmente sustentável. Especula-se sobre a presença efetiva do pintor no casamento dos Arnolfini, que explicaria a razão de o pintor neerlandês ter escrito no quadro, em latim, Johannes de Eyck fuit hic (Jan van Eyck esteve aqui).
Em todo caso, a pintura — desde 1842 na National Gallery de Londres — é considerada uma das obras mais notáveis de Van Eyck. É um dos mais antigos retratos de tema não hagiográfico conservados e, por sua vez, representa uma cena relativamente costumeira. O casal se apresenta de pé, em sua alcova; o esposo bendiz a sua mulher, que lhe oferece sua mão direita, enquanto apoia a esquerda no ventre. A pose das personagens resulta teatral e cerimoniosa, praticamente hierática; alguns especialistas veem nessas atitudes fleumáticas certa comicidade, ainda que a estendida interpretação que lê no retrato a representação de um casamento atribua a esse facto o seu ar pomposo.
A obra, considerada muito inovadora para a época em que foi concebida, exibe diversos conceitos novos relativamente às perspectivas e à acentuação dos segundos planos. Note-se o espelho no fundo da composição, em que toda a cena aparece invertida, tal como a imagem do próprio artista.

## Aspectos formais e estilísticos

### Género e técnica
O retrato é uma obra isolada, pintada a óleo sobre tábua de carvalho. A pintura a óleo consiste em pigmentos (pó de substância corante, como terra e flores). O óleo utiliza azeite de tratamento, como solvente, e azeite de linhaça como aglutinante. As vantagens do óleo são sua resistência e plasticidade.
O óleo foi uma técnica aperfeiçoada pelos irmãos van Eyck, e Jan demonstrou nesta obra a rica e dúctil gama cromática da técnica, que lhe permitiu criar amplas superfícies de cores vivas, como a roupa de cama e o manto verde da esposa. Apresenta claras vantagens sobre a têmpera, que era a técnica mais difundida até o momento; permite um melhor tratamento da perspectiva, do ar e da luz; ao serem mais consistentes, os objetos podem ser representados com maior exatidão; e seca mais devagar, por isso pode-se trabalhar com maior sossego.

### O estilo
A obra é um fiel reflexo das características de estilo do gótico flamengo e, sobretudo, é um compêndio do estilo de seu autor. Em sua composição sobressaem:
- os detalhes: por ser uma pintura concebida para a exibição doméstica, o que permitiria vê-la de perto, os detalhes se misturam com uma escrupulosidade microscópica, somente possível graças ao emprego do óleo e de enfeites especiais. Por exemplo, no espelho do fundo — em cujo marco estão representadas dez cenas da Paixão de Cristo — se reflete toda a habitação de trás, inclusive todo o mobiliário, o casamento, outras duas pessoas e o vitrô com uma vista de Bruges.
- o deleite na reprodução dos objetos: os flamengos se orgulham do bem-estar material que conseguiram, de suas pequenas posses, e as representam em suas obras: a lâmpada, os móveis finamente trabalhados, a roupa etc. Nesta obra aparecem, além disso, outros objetos aparentemente injustificados; a tese de Panofsky se apoia em alto grau neles.
- a naturalidade: van Eyck se preocupava muito em representar a realidade com a maior exatidão possível, ainda que o olho moderno da imagem pareça escassamente realista pela atitude hierática dos retratados — inclusive o cão. O movimento é nulo na imagem; as formas têm uma solidez escultural, e a cena, em geral, é rígida, teatral e pouco espontânea.
- a preocupação com a luz e com a perspectiva: próprias de van Eyck, que nisso se adiantou a seu tempo. A luz que penetra pela janela é suave e envolve as formas delicadamente, a claridade se dissolve, pouco a pouco, em uma atmosfera tangível; o marco arquitetônico e o recurso do espelho de fundo dão uma sensação de profundidade muito verossímil. O próprio Diego Velázquez se inspirou nesta obra ao pintar La Familia de Felipe IV.

## O verdadeiro conteúdo da obra
|  |  |

### O realismo
Chama a atenção o realismo óptico, baseado na minudência microscópica e numa magistral captação da luz e a perspectiva, a quietude, sobretudo, o orgulho pelo bem-estar material que conseguiram, e por suas pequenas posses: a lâmpada, os móveis finamente trabalhados, as roupas... Este é um aspecto muito chamativo nesta obra, pois aparece uma infinidade de objetos sem motivo aparente.

### O simbolismo
Porém, precisamente, graças a estes pequenos objetos, próprios de uma sociedade que vivia na opulência, o especialista em História da Arte Erwin Panofsky conseguiu desvendar o significado deste quadro: o qual interpreta como uma alegoria do casamento e da maternidade. Para isso, nos revela o sentido de multidão de detalhes que, aparentemente, carecem de importância, mas que são uma nova dimensão à obra. Alguns desses pormenores são:
- Em primeiro lugar, a representação do casal, que é antagônica e revela os diferentes papéis que cumpre cada um no casamento. Atente-se no fato de se tratar de uma sociedade há mais de 500 anos, entre a Idade Média e a Idade Moderna: o homem é severo, bendiz ou, quiçá, jura (fides levata) — em qualquer caso, ostenta o poder moral da casa (potestas) — e segura com autoridade a mão de sua esposa (fides manualis), que inclina a cabeça em atitude submissa e pousa a mão esquerda em seu avultado ventre, sinal inequívoco de uma gravidez (que não era real), que seria sua culminância como mulher. As mesmas roupas que reforçam esta mensagem, apesar de a ambientação sugerir um tempo de verão, ou pelo menos primaveril: leva pesadas túnicas que revelam sua alta posição socioeconômica, o tabardo (antigo capote, de mangas e capuz) dele é escuro e sóbrio (ainda que os remates de pele de marta custavam, particularmente, caros), e ela se destaca com um ostentoso vestido, de cores vivas e alegres, com punhos de arminho (complementados com um colar, vários anéis e um cinto todo brocado, todo em ouro).

Há, em segundo plano, uma multidão de detalhes, objetos que aparecem sem justificativa aparente, como se carecessem de importância. Tudo o que o quadro contém proclama a riqueza do jovem casal, desde o vestuário e os móveis, até as frutas no parapeito da janela. O casal parece ter reunido os objetos de muitos países da Europa: Rússia, Turquia, Itália, Inglaterra, França e outros. Sem dúvida, Arnolfini, rico mercador, travou amizade ou negócios com empresários de toda a Europa. Como se sabe, Bruges, onde se instalou Giovanni, era um centro fervilhante de burgueses de todas as partes; e este mercador que protagoniza o quadro se gabaria de suas relações com eles. Definitivamente, o certo é que todos têm um significado nítido que dá uma nova dimensão à obra:
- As laranjas, importadas do sul, eram um luxo no norte da Europa, e aqui aludem, talvez, à origem mediterrânea dos retratados. Conhecidas como "maçãs do Éden" (podem se tratar de uma evocação do paraíso perdido), em alusão ao pecado mortal da luxúria, provável motivo da perda da graça. Os instintos pecaminosos da humanidade se santificam mediante o ritual do matrimônio cristão.
- A cama tem relação, sobretudo na realeza e na nobreza, com a continuidade da linhagem e do sobrenome. Representa o lugar onde se nasce e se morre. Os tecidos vermelhos simbolizam a paixão, além de proporcionarem um poderoso contraste cromático com o verde da indumentária feminina. Era costume da época, nas casas confortáveis da Borgonha, colocar uma cama no salão onde se recebiam as visitas. Ainda que, geralmente, fosse usada para se sentar, ocasionalmente, era também o lugar onde as mães acabadas de dar a luz recebiam, com seu bebê, as congratulações dos parentes e amigos.

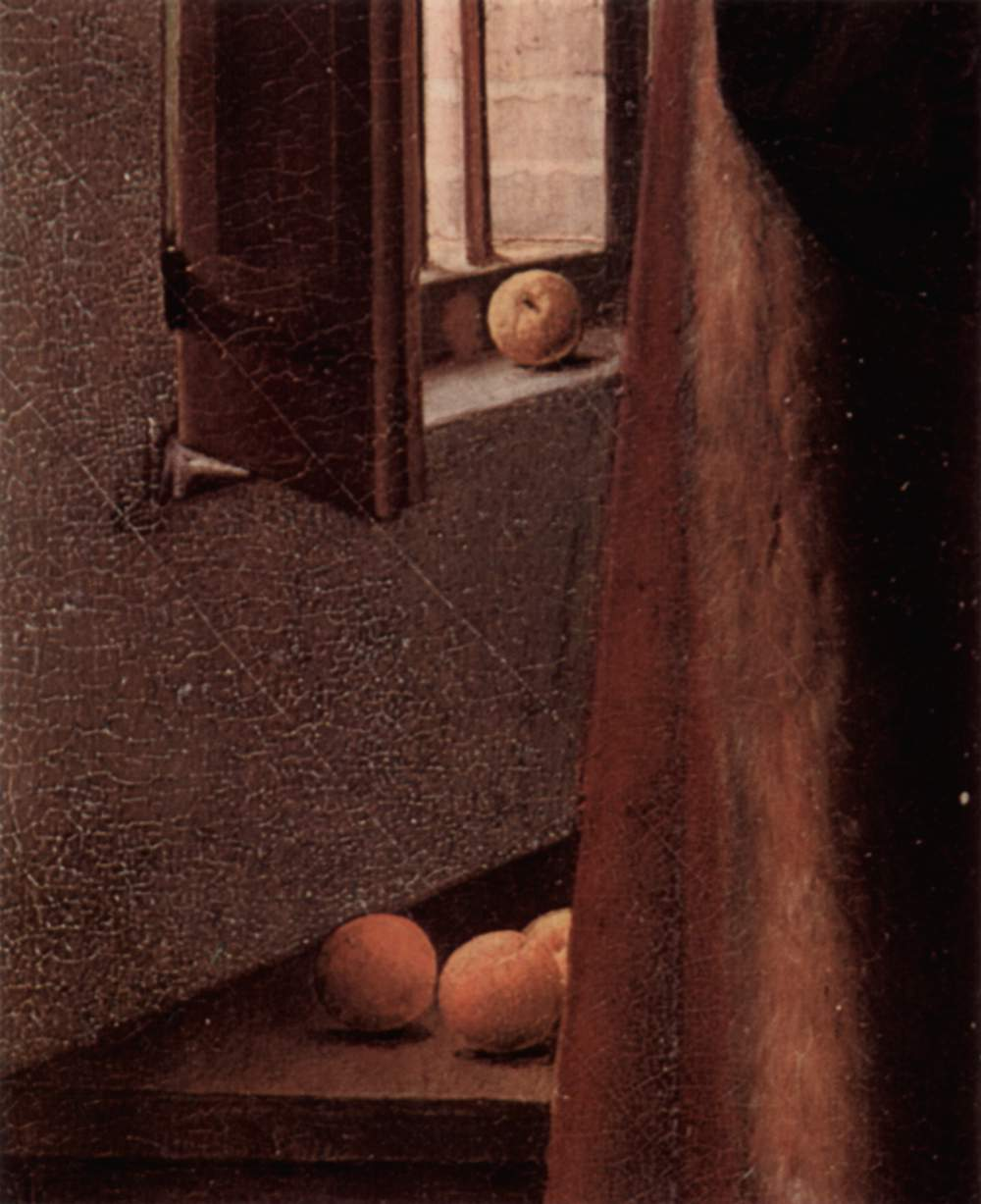
A fruta
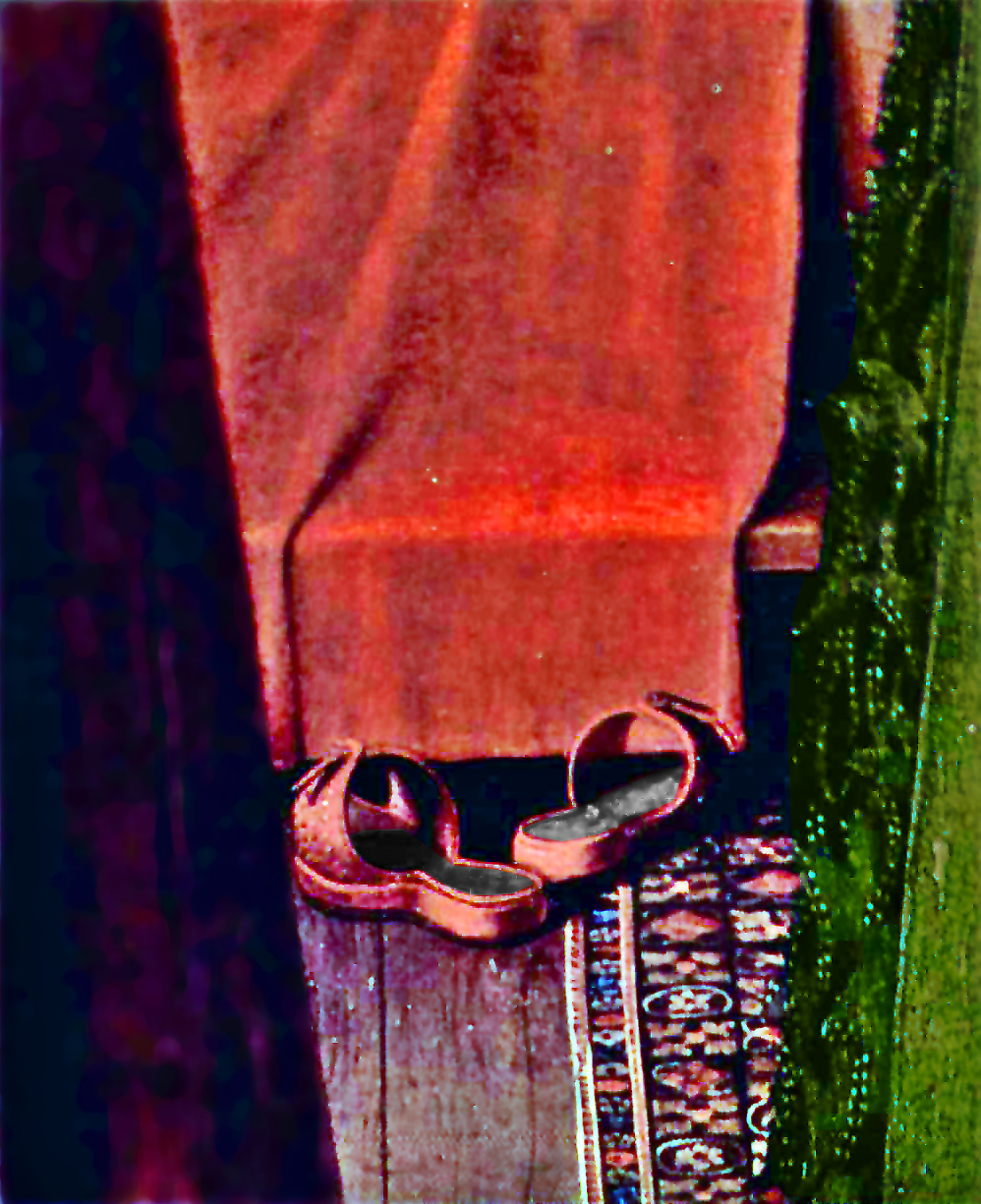
A cama
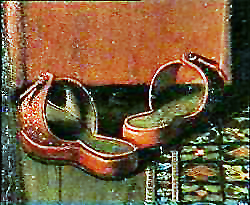
O tapete
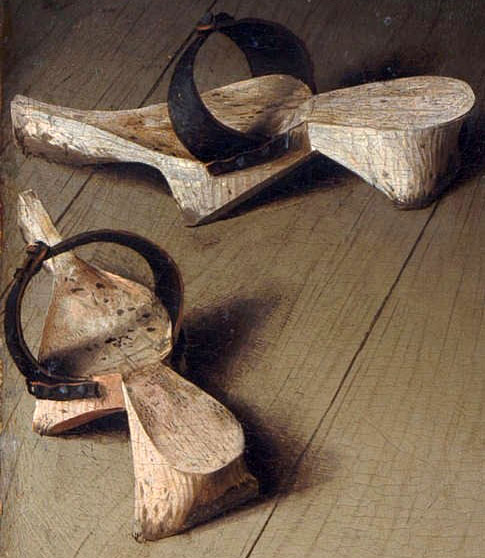
Os tamancos

- O tapete junto da cama é muito luxuoso e caro, procedente da Anatólia, outra demonstração de sua fortuna e posição.
- Os tamancos espalhados pelo chão — eles estão descalços — representam o vínculo com o solo sagrado do lar e também são sinal de que se estava celebrando uma cerimônia religiosa. A posição dos sapatos é também relevante: os de Giovanna, vermelhos, estão próximos à cama; os de seu marido, mais próximos do mundo exterior. Naquele tempo se acreditava que pisar no chão descalço assegurava a fertilidade.

- Os rosários eram um presente habitual do noivo à sua futura esposa. O cristal é sinal de pureza, e o rosário sugere a virtude da noiva e sua obrigação de ser devota. Também o cristal do espelho alude à pureza do sacramento matrimonial (speculum sine macula).
- O espelho é um dos melhores exemplos da minuciosidade microscópica alcançada por van Eyck (mede 5,5 centímetros e cada uma das cenas da paixão que o rodeiam mede 1,5 cm). Em torno do espelho, se mostram 10 das 14 estações da Via Sacra (as paradas do caminho de Cristo até sua morte no Calvário). Sua presença sugere que a interpretação do quadro deve ser cristã e espiritual, além de testemunho legal do casamento, e recorda o sacrifício que têm de suportar os esposos.
Estes pequenos espelhos convexos eram muito populares naquela época; eram chamados «bruxas», e usados para espantar a má sorte. Freqüentemente se encontravam juntos das janelas e portas. Para que se saiba, esta é a primeira vez em que são usados como recurso pictórico; a ideia teve muito êxito e foi imitada. O estudioso Craig Harbison vê no espelho o centro da gravidade de todo o quadro, aquilo que mais chama atenção, uma espécie de "círculo mágico" calculado com incrível precisão para atrair o olhar e revelar o segredo da história do quadro: "But there's the key!".
- A lâmpada só tem uma vela, que simboliza a chama do amor — era costume flamengo acender uma vela no primeiro dia de casamento -, mas também recorda a candeia que sempre ilumina o ostensório da igreja, a permanente presença de Cristo.

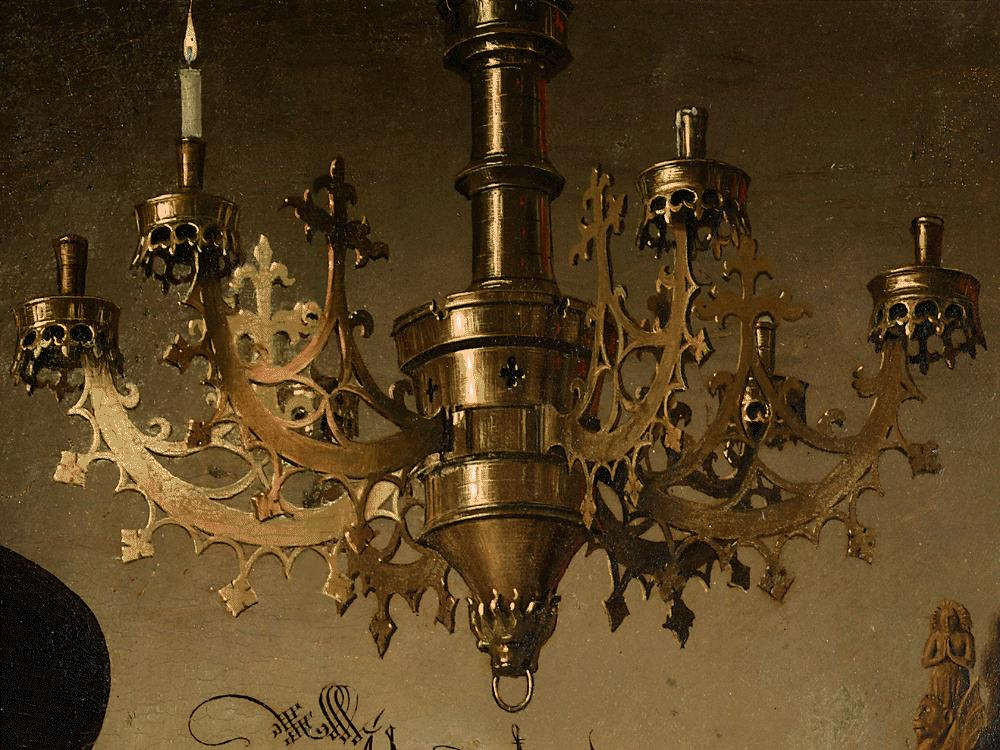
A lâmpada
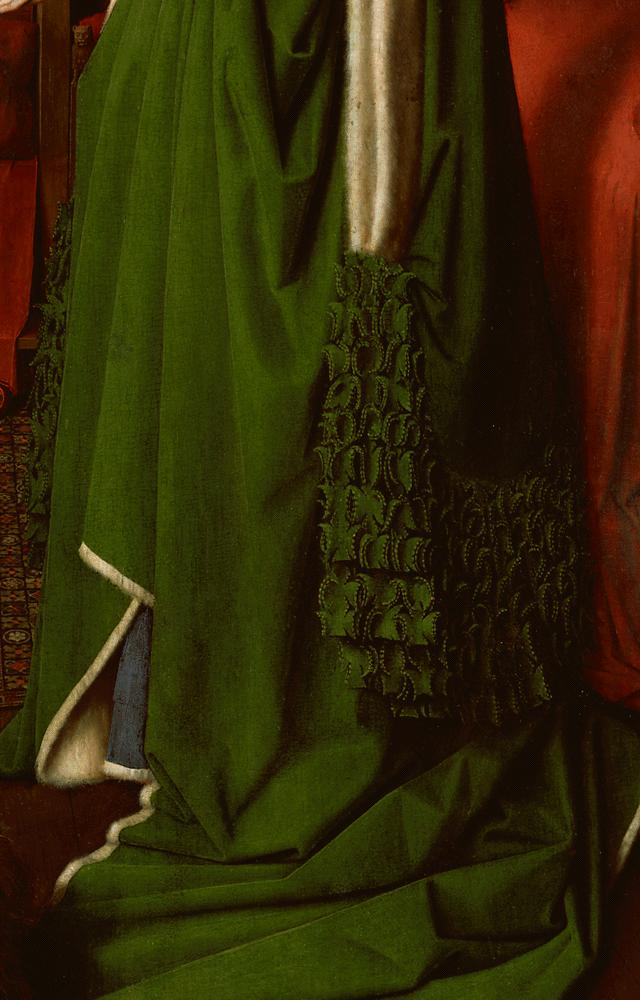
O vestido
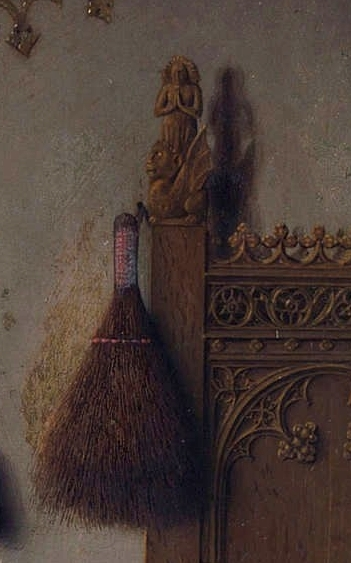
Santa Margarida
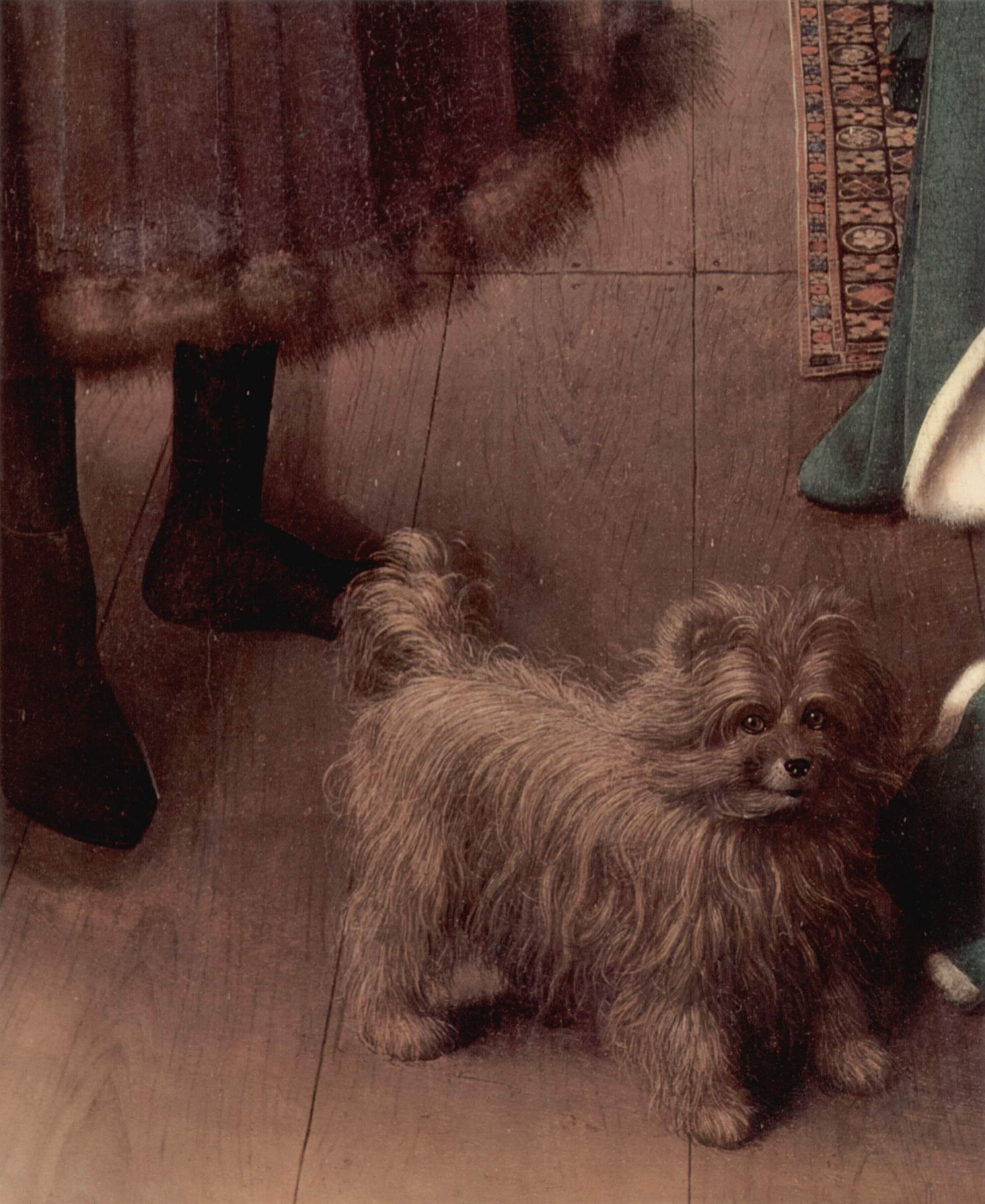
O cão

- Giovanna leva um elegante vestido verde (a cor da fertilidade), próprio de um retrato de luxo e de um quadro de casamento. Não está grávida. A sua postura  limita-se a dilatar o ventre, que então se tinha como uma das partes mais belas do corpo. Também cabe pensar que sua pose e a exagerada curvatura do ventre sugiram a sua fertilidade e a desejada gravidez, que nunca aconteceu.
- Na cabeceira da cama vê-se talhada uma mulher com um dragão aos pés. É provável que seja Santa Margarida, protetora dos partos, cujo atributo é o dragão; mas a escovinha ao lado poderia referir Santa Marta, protetora do lar, que compartilha o mesmo predicativo.
- O cão dá um ar de graça e calma ao quadro, que é de surpreendente solenidade. O detalhismo do pelo é toda uma proeza técnica. Nos retratos, os cães podem simbolizar, como aqui, a fidelidade e o amor terreno.

Os únicos que faltariam para completar a cerimônia do matrimônio, seriam o sacerdote e a testemunha, mas ambas as personagens aparecem refletidas no espelho, junto do casal: um clérigo e o próprio pintor, que atua como testemunha, e que, com sua assinatura, não só reclama a autoria do quadro como testifica a celebração do sacramento: "Johannes van Eyck fuit hic 1434" (Jan van Eyck esteve aqui em 1434). O quadro seria, portanto, um documento matrimonial. Não obstante, é também um quadro evidentemente temporal, porque se refere simultaneamente aos feitos que têm lugar no matrimônio, mas em fases diversas ao longo do tempo.
|  |  |

À margem do significado metafórico, cabe perguntar qual é o motivo desse espírito ilusionista, desse desejo de reproduzir com prodigiosa fidelidade a epiderme do mundo. Sabe-se que as obras flamengas eram idealizadas para serem vistas de perto; mesmo assim mostravam o orgulho que sentia a alta sociedade flamenga por suas cidades, por suas moradias e por seus objetos, mas estas razões não chegam ao fundo do assunto.
Neste sentido, é uma crença estendida que Jan van Eyck demonstra em seus quadros, um "hino à natureza"; daí que estejam cheios de símbolos que se decifram com prazer. O menor detalhe, uma folha de erva, por exemplo, nos remete à obra divina; é, pois, uma modesta homenagem do pintor à beleza natural. É um sentimento positivo que provavelmente Jan van Eyck compartilhou com a alta sociedade flamenga e que está nele o espírito pré-humanista da Baixa Idade Média.

### A controvérsia
Erwin Panofsky perseverou na ideia de que uma cerimónia religiosa tão importante quanto o casamento não ser celebrada em uma igreja, mas em uma alcova particular, poderia assinalar que se tratava de uma união privada e reservada. Em efeito, naquela época era considerada uma união legal sempre que houvesse um documento que atestasse e testemunhas que dessem fé a isso, mesmo que fosse celebrada na ausência de um padre.
Evidentemente, o quadro e o casamento em si foram envoltos em um halo de mistério. Porém, há carência de documentos que evidenciem a ligação entre os Arnolfini e van Eyck; os primeiros documentos sobre a pintura são já do século XVI. De todos os modos, sabe-se que Giovanni Arnolfini veio da Itália comerciar em Bruges, juntou imensa fortuna e entrou no círculo mais seleto do grande duque de Borgonha, para quem trabalhava Jan van Eyck.
Porém, os motivos reais do quadro continuam ocultos. As novas pesquisas da National Gallery de Londres (radiografias, infravermelhos etc), demonstram que a maioria dos objetos, aos quais Panofsky trata de dar um sentido, foram pintados depois de se criar o fundamento do quadro; e todos eles são pequenos tesouros, caríssimos caprichos que, naquela época, muito poucos podiam pagar; ao mesmo tempo a riqueza chama a fertilidade, a procriação... O mais evidente é que Arnolfini faz uma demonstração do poder comercial que havia alcançado, como autêntico «self-made-man» do século XV.
Chegou-se a pensar se a pintura é real ou uma recriação de van Eyck: a partir de uma demonstração do virtuoso pictórico. Naquela época não era habitual se pintar fora do estúdio, pelo que é fácil entender que se trata de uma ilusão criada pelo pintor, em conveniência com Arnolfini. Poderia se referir a uma promessa de casamento e da vida que lhe espera a esposa; poderia refletir a mesma cerimônia do casamento. Ultimamente se fala de um possível exorcismo, ou cerimônia para se recuperar a fertilidade, já que Arnolfini e sua esposa não tiveram filhos. Este tipo de cerimônia era comum na época. De fato, atrás das mãos do casal há um horrível gárgula sorridente, que poderia simbolizar o mal que paira sobre o casamento, a causa de seu castigo: Giovanni Arnolfini era um mulherengo, um adúltero.
Embora haja mais motivos para a controvérsia, em 1990, um pesquisador francês da Sorbonne, Jacques Paviot, descobriu no arquivo dos duques de Borgonha um documento de casamento de Giovanni Arnolfini, datado de 1447, treze anos depois de pintado o quadro e seis anos depois da morte de Jan van Eyck. É certo que em Bruges, no século XV, houve quatro Arnolfinis e dois deles se chamavam Giovanni, mas no documento se fala inequivocamente do mais rico, o que tinha contato com o arquiduque, o do quadro de van Eyck.

## Contexto

### Identificação do estilo
A obra pertence ao estilo gótico flamengo; a escola flamenga foi uma das mais importantes do mundo, desde o século XV até o século XVIII; por isso, para distinguir este primeiro período do século XV, ele foi denominado escola gótica flamenga. Seus integrantes pintam somente quadros de temas religiosos, lidando com cenários costumeiros, ainda que também desenvolvam o retrato e a paisagem. Utilizam a técnica a óleo e seu estilo se caracteriza pela minuciosidade, o deleite na reprodução de objetos, o naturalismo e o amor à paisagem. Entre os artistas mais importantes desta escola tem-se Jan van Eyck, autor desta obra, Rogier van der Weyden e Hieronymus Bosch

### Identificação da obra
O retrato do casamento de Arnolfini é, sem dúvida, uma obra magistral da arte gótica flamenga. Segundo a própria assinatura do autor, foi pintado em 1434. Formou parte da coleção real espanhola, mas foi roubado pelo exército francês durante a Guerra Peninsular. Em 1842, a National Gallery de Londres o adquiriu por 730 libras.
Van Eyck representa o casamento de Arnolfini, mas o mais significativo é que testemunha a revolução que estava vivendo a arte flamenga, paralela às invocações italianas.
O quadro, cheio de simbolismo, atua em vários planos:
- Como retrato de dois importantes membros da sociedade executado pelo mais eminente artista local.
- Como testemunha de casamento.
- Como sumário das obrigações que implicava o casamento em meados do século XV.

Nele Van Eyck demonstra sua destreza suprema como pintor e mestre das últimas técnicas (em especial a pintura a óleo), pelas quais alcançou renome em toda a Europa.

### Identificação do autor

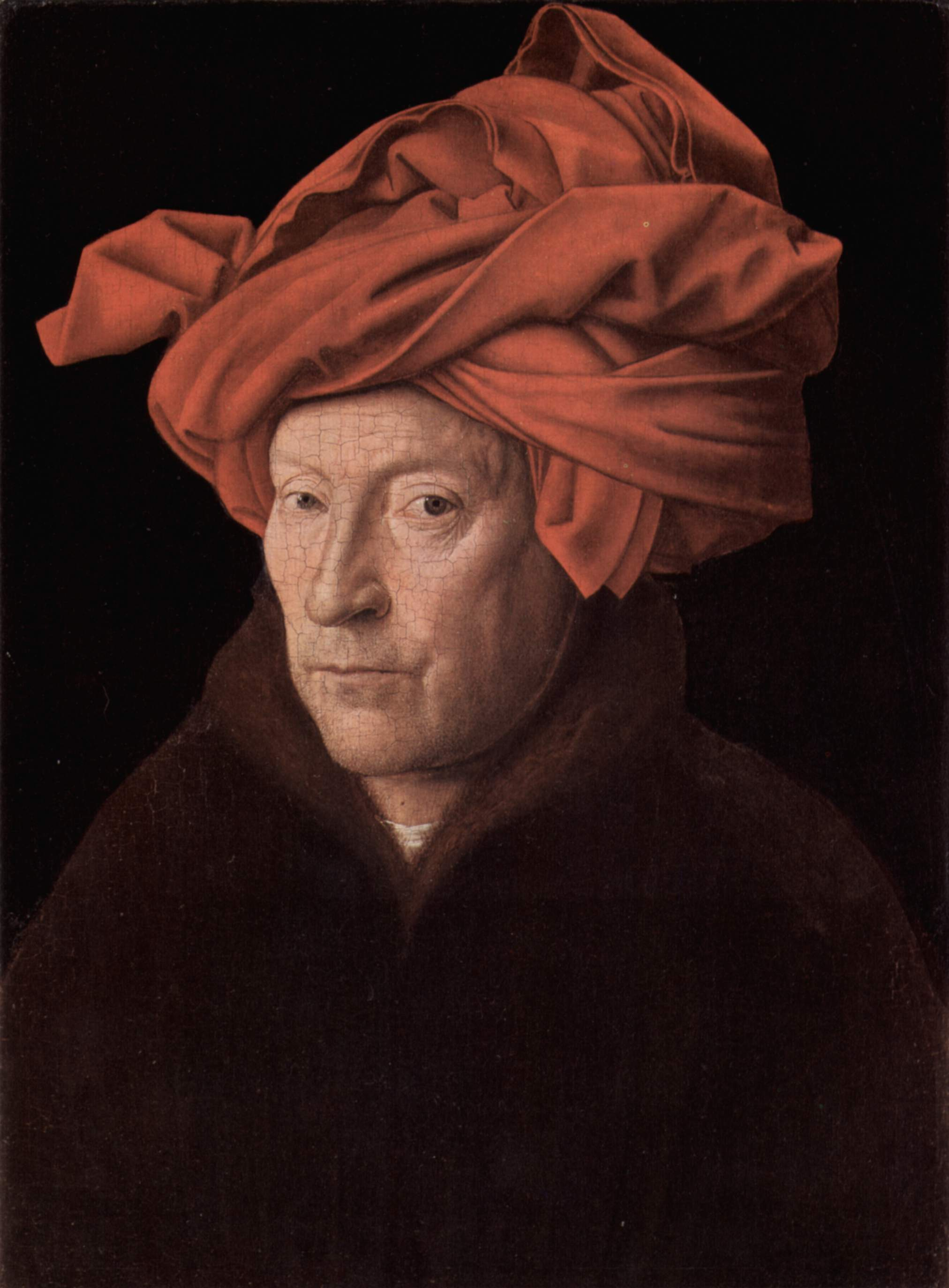
O homem do turbante vermelho;possível auto-retrato de Jan van Eyck

Jan van Eyck (1390-1441) é, com seu irmão Huberto, o iniciador do estilo. Ambos nasceram em um lugar próximo a Mastrique. A princípio, trabalharam juntos, mas Huberto morreu em 1426 e ficou só Jan, que viveu ao serviço de Felipe, o Bom, duque de Borgonha, com grande estabilidade econômica.
Seu estilo se caracteriza pelo hieratismo e imobilidade, e suas maiores preocupações eram a verossimilhança, a perfeição, o tratamento da luz e a perspectiva.

### Relação da obra com o contexto histórico
A obra foi pintada em Flandres, durante o século XV. Nesta época aparece uma sociedade avançada com uma economia baseada nos produtos têxteis de luxo e no comércio, favorecido por sua excelente posição estratégica (por ali passavam as grandes rotas comerciais terrestres que iam da Itália e da França até o Atlântico Norte, à Inglaterra e países nórdicos, e as rotas marítimas que iam do mar do Norte ao mar Cantábrico). A burguesia flamenga, devido a seu alto desenvolvimento intelectual, apreciava o luxo e as obras de arte. E essas obras de arte são para o próprio deleite, ou seja, para levar para casa ou para instalar em capelas particulares. Para isto a pintura é a técnica ideal: manejável, barata e propensa a refletir os gostos burgueses.

### Incidentes sofridos pela pintura
- Em 1434 Jan van Eyck termina a tela, possivelmente respondendo ao encargo dos próprios retratados.
- Antes de 1516 os documentos a situam em poder de Dom Diego de Guevara (morto em Bruxelas em 1520), cavaleiro espanhol da corte de Habsburgo (ele mesmo foi retratado por Michael Sittow, conservando-se esta obra na National Gallery de Londres). O citado cavaleiro viveu quase toda sua vida na Holanda e provavelmente conheceu a família Arnolfini em seus últimos anos. Aproximadamente em 1516 presenteou o quadro a Margarida de Áustria, governadora, naquela época, dos Países Baixos.
- 1516: O retrato figura entre as possessões de Margarida de Áustria, quando se realiza um inventário de suas obras de arte durante sua permanência em Malinas. O documento foi escrito em francês e descreve: "Uma grande pintura chamada 'Hernoul le Fin' com sua esposa em uma alcova, a qual foi entregue a sua alteza por Dom Diego, cujo emblema está na cobertura da pintura citada; realizada pelo pintor Johannes." Uma nota na margem acrescenta: "É necessário colocar um par de postigos para poder fechá-la, os quais sua alteza já mandou fazer".
- 1523-1524: Em outro inventário conservado em Malinas aparece uma descrição similar, ainda que o nome dos retratados que agora figura seja "Arnoult Fin".
- 1558: Em 1530, Margarida de Áustria havia deixado em herança a obra a sua sobrinha, Maria de Hungria que, em 1556, foi viver na Espanha. De novo o retrato é inconfundivelmente descrito no inventário feito ao morrer a irmã do imperador, em 1558, quando este passa à coleção de Felipe II. O rei espanhol encomendou vários retratos de suas netas, cujas poses são claramente inspiradas nas dos Arnolfini e que se conservam no Museu do Prado.
- 1599: Um diplomata alemão assegura ter visto o quadro pendurado nas paredes da Casa Real de Madrid. Segundo seu relato, se lhe haviam pintado na moldura uns versos de Ovídio: "Olha o que prometes: que sacrifício há em tuas promessas? Em promessas qualquer um pode ser rico".
É quase certo que Diego Velásquez conheceu profundamente o quadro e se inspirou nele, ao usar o espelho como recurso pictórico em várias de suas criações, por exemplo "La Familia de Felipe IV" ou "A Vênus do Espelho".
- 1700: Outro inventário, este realizado depois da morte de Carlos II, confirma que o quadro continuava na Casa Real com seus postigos e os versos de Ovídio.
- 1794: Após o incêndio que destruiu a antiga Casa Real, é documentado agora no novo Palácio Real de Madrid.
- 1816: Repentinamente a obra aparece em Londres, como propriedade do coronel escocês James Hay, que supostamente lutou na Espanha. Este soldado alegava que, depois de ter sido gravemente ferido na batalha de Waterloo — no ano anterior -, viu a pintura na casa onde havia estado convalescente, em Bruxelas. Gostou muito da obra e persuadiu seu dono para que a vendesse. Sem dúvida, todo este relato era uma patranha.
É mais provável que o coronel Hay tenha participado da batalha de Vitoria (1813) na qual as tropas francesas, que escoltavam José Bonaparte em sua fuga, foram derrotadas por um exército multinacional de britânicos, espanhóis e portugueses sob comando do Duque de Wellington. Depois da luta, os britânicos se ocuparam no resgate de um carregamento de obras de arte que os franceses haviam saqueado da coleção real espanhola. Cerca de 90 quadros, mas não este, passaram às mãos de Wellington e estão em sua casa em Londres. O caso é que o coronel Hay ofereceu como favor a pintura ao príncipe regente, Jorge IV, para o que se serviu da mediação de Sir Thomas Lawrence. O príncipe teve a obra por dois anos, na Carlton House, antes de devolvê-la a Hay, em 1818.
- Aproximadamente em 1828 Hay deixa a obra a um amigo em depósito, e não houve notícias dela durante treze anos.
- 1841: Volta a se ter notícias públicas do quadro.
- 1842: O retrato é adquirido pela recém-criada Galeria Nacional de Londres, por um valor de 730 libras esterlinas e é inventariado com o número "186".
Atualmente continua exposta no citado museu, mas desapareceram tanto os postigos laterais como a moldura com os versos de Ovídio.